# Guineas damlandslag i volleyboll
Guineas damlandslag i volleyboll  representerar Guinea i volleyboll på damsidan. Laget organiseras av Fédération Guineenne de Volley-Ball. De har deltagit i afrikanska mästerskapet tre gånger, med en fjärdeplats 1999 som bästa placering.